# Platylomalus carinipygus
Platylomalus carinipygus är en skalbaggsart som beskrevs av Cooman 1955. Platylomalus carinipygus ingår i släktet Platylomalus och familjen stumpbaggar. Inga underarter finns listade i Catalogue of Life.